# Andratx
Andratx (ausgesprochen: Andratsch; kastilisch Andraitx oder Andrach) ist eine Gemeinde im westlichen Teil der Baleareninsel Mallorca. Sie hat eine Fläche von 81,5 km² und 12.062 Einwohner (Stand: 2024). Das entspricht einer Bevölkerungsdichte von 148 Personen pro km².
Die Bevölkerung konzentriert sich im gleichnamigen Hauptort abseits der Küste und im Hafenort Port d’Andratx. Acht Berggipfel sind hier zu finden, mit einer Höhe von 319 m (Talaia des Cap des Llamp) bis zu 927 m (Moleta de s’Esclop).

## Geografie

### Orte der Gemeinde
Zur Gemeinde Andratx gehören folgende Orte:
- Andratx (6444 / 6929 Einwohner)
- Es Camp de Mar (197 / 231 Einwohner)
- Port d’Andratx (2548 / 3033 Einwohner)
- Sant Elm (341 / 369 Einwohner)
- S’Arracó (521 / 786 Einwohner)

Die Einwohnerzahlen in Klammern stammen vom 1. Januar 2008. Die erste Zahl entspricht den Einwohnern der geschlossenen Ortschaften, die zweite Zahl entspricht den Einwohnern der Orte einschließlich der Bevölkerung außerhalb der eigentlichen Siedlungen. (Quelle: INE)

### Klima
In Andratx werden das ganze Jahr über Niederschläge registriert. Der trockenste Monat ist der Juli mit durchschnittlich 7,9 l/m². Die höchste Niederschlagsmenge innerhalb von 24 Stunden wurde am 17. September 1988 in Sálqueria mit 194,4 l/m² notiert.

## Geschichte

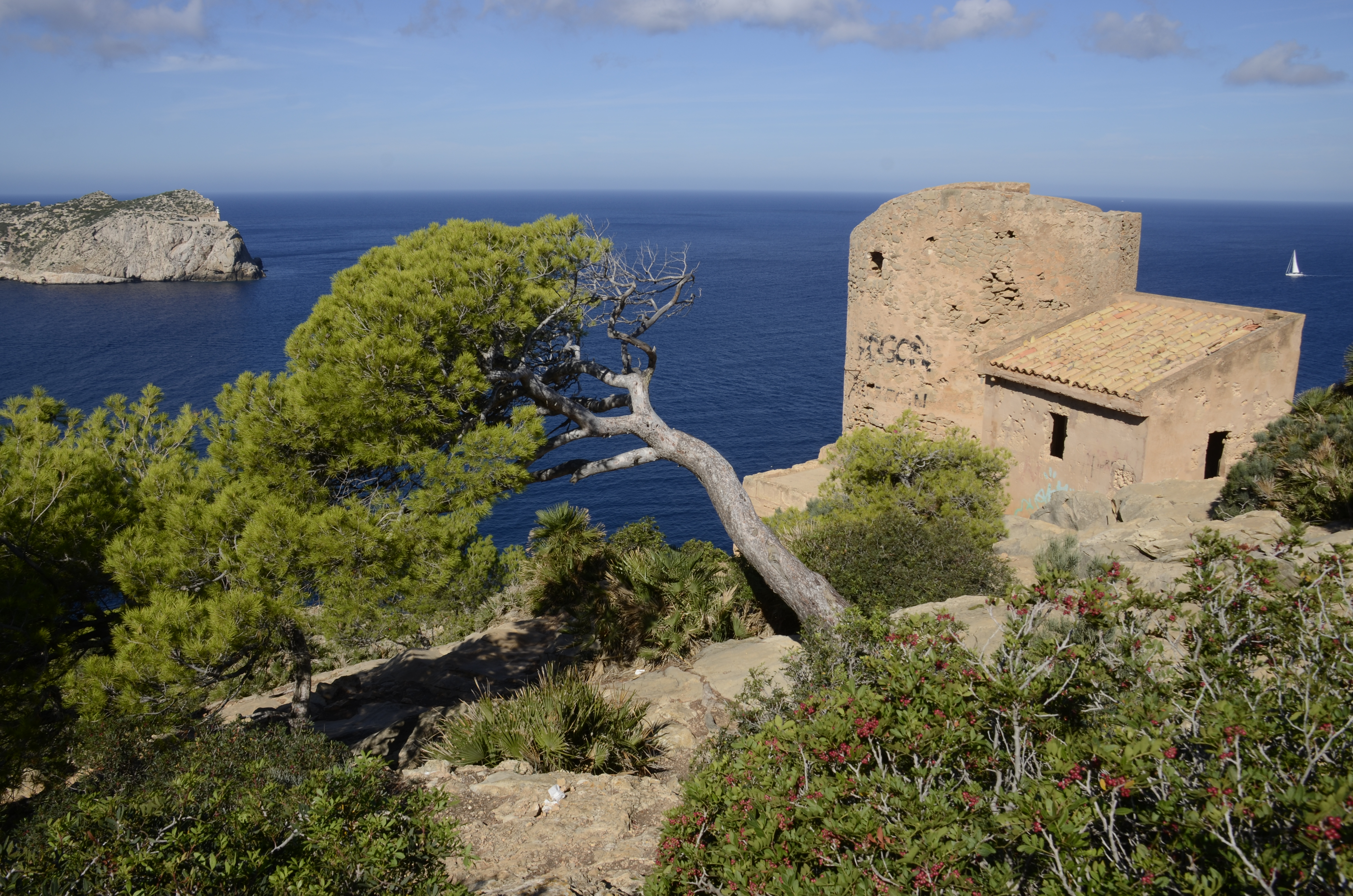
Torre de Cala en Basset bei Sant Elm

Der Name Andratx in seiner heutigen Form wird erstmals im Jahr 1236 dokumentarisch erwähnt. Über den eigentlichen Ursprung des Namens gibt es allerdings verschiedene Theorien, aber bis heute noch keine allgemein anerkannte oder belegte.
Ramon Rossello und Jaume Bover fanden heraus, dass zwischen dem 13. und dem 19. Jahrhundert 25 verschiedene Erklärungen des Namens festgehalten worden sind, die vom keltischen Namen Andraquis bis zum arabischen Wort indiraq reichen. Die Männer der Gemeinde werden andritxol genannt, die Frauen heißen andritxole.
Da im Mittelalter die Insel von zahlreichen nordafrikanischen Piraten heimgesucht wurde, war der Bau eines Verteidigungssystems notwendig, das auf der Errichtung zahlreicher Türme basierte. Im 16. Jahrhundert wurde von J. Binimelis ein Plan ausgearbeitet, der die Überprüfung der Standorte bereits errichteter Türme und die Festlegung neuer Standorte zum Ziel hatte. Von den insgesamt 14 Türmen auf dem Gebiet der Gemeinden Calvià und Andratx sind heute noch 12 vorhanden.

## Einwohnerentwicklung
Im Jahr 1785 konnte Andratx 4.090 Einwohner verzeichnen, 1900 waren es bereits 7.512 Personen. Die niedrigste Einwohnerzahl mit 4.303 wurde 1950 festgehalten. Mit 8.098 Personen im Jahr 1996 lag Andratx somit an 12. Stelle der 53 Gemeinden Mallorcas.
| Jahr      | 1785  | 1842  | 1877  | 1887  | 1900  | 1910  | 1920  | 1930  | 1940  | 1950  | 1960  | 1970  | 1981  | 1991  | 2001  | 2011   |
| --------- | ----- | ----- | ----- | ----- | ----- | ----- | ----- | ----- | ----- | ----- | ----- | ----- | ----- | ----- | ----- | ------ |
| Einwohner | 4.090 | 4.609 | 7.022 | 7.415 | 7.512 | 7.413 | 7.087 | 6.887 | 5.569 | 4.303 | 4.404 | 5.890 | 6.301 | 6.897 | 7.753 | 11.919 |

Im Jahr 2006 betrug der Ausländeranteil 29,6 % (3.081), der Anteil deutscher Einwohner lag bei 11,9 % (1241 Personen).

## Kultur und Sehenswürdigkeiten

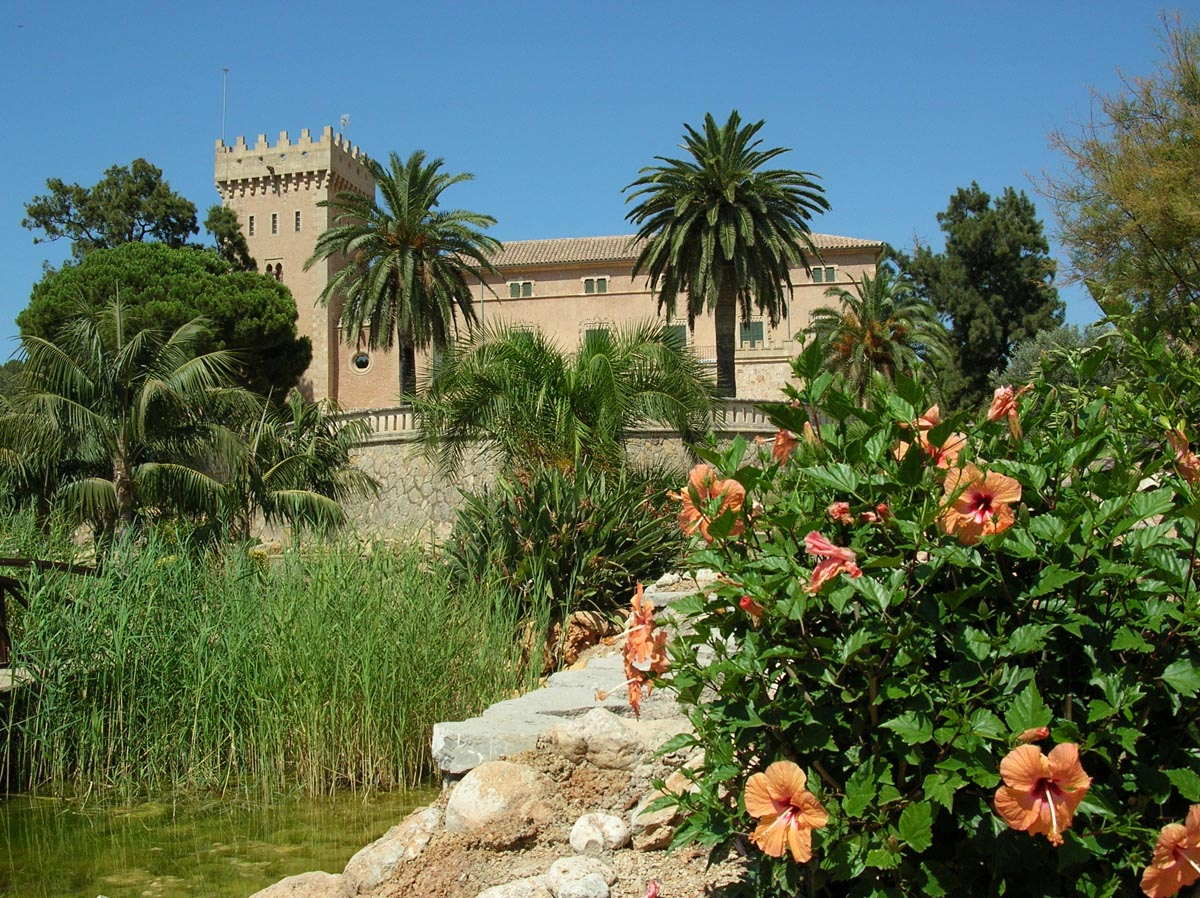
Castillo de Andratx

- Hafen von Port d’Andratx mit der Hafenpromenade
- Sandstrände (Platja) Sant Elm, Insel Sa Dragonera, Camp de Mar
- Das ehemalige Kloster La Trapa auf 270 m über Meereshöhe. An dieser Stelle gründeten von Frankreich ausgewiesene Trappisten im Jahr 1810 ein Kloster, das sie schon nach vierzehn Jahren wieder verlassen mussten, weil es von Staats wegen geschlossen wurde.[5] Einige Gebäudereste sind erhalten geblieben. Die Gartenanlage mit Terrassenbau ist noch zu sehen, und die Überreste des mächtigen Affenbrotbaums, des ehemals größten Mallorcas, stehen neben der Klosterruine.
- Die Wanderung von Port d’Andratx über Sant Elm nach La Trapa ist die erste Etappe des Fernwanderwegs GR 221.
- Centro Cultural Andratx, die Galerie zählt zu den größeren Zentren zeitgenössischer Kunst in Europa. La Asociación Sa Taronja, auf der Westseite der Stadt, ist eins der wenigen unabhängigen Kulturzentren auf der Insel.
- Studio Weil
- Windmühle „Sa Planeta“ in Andratx

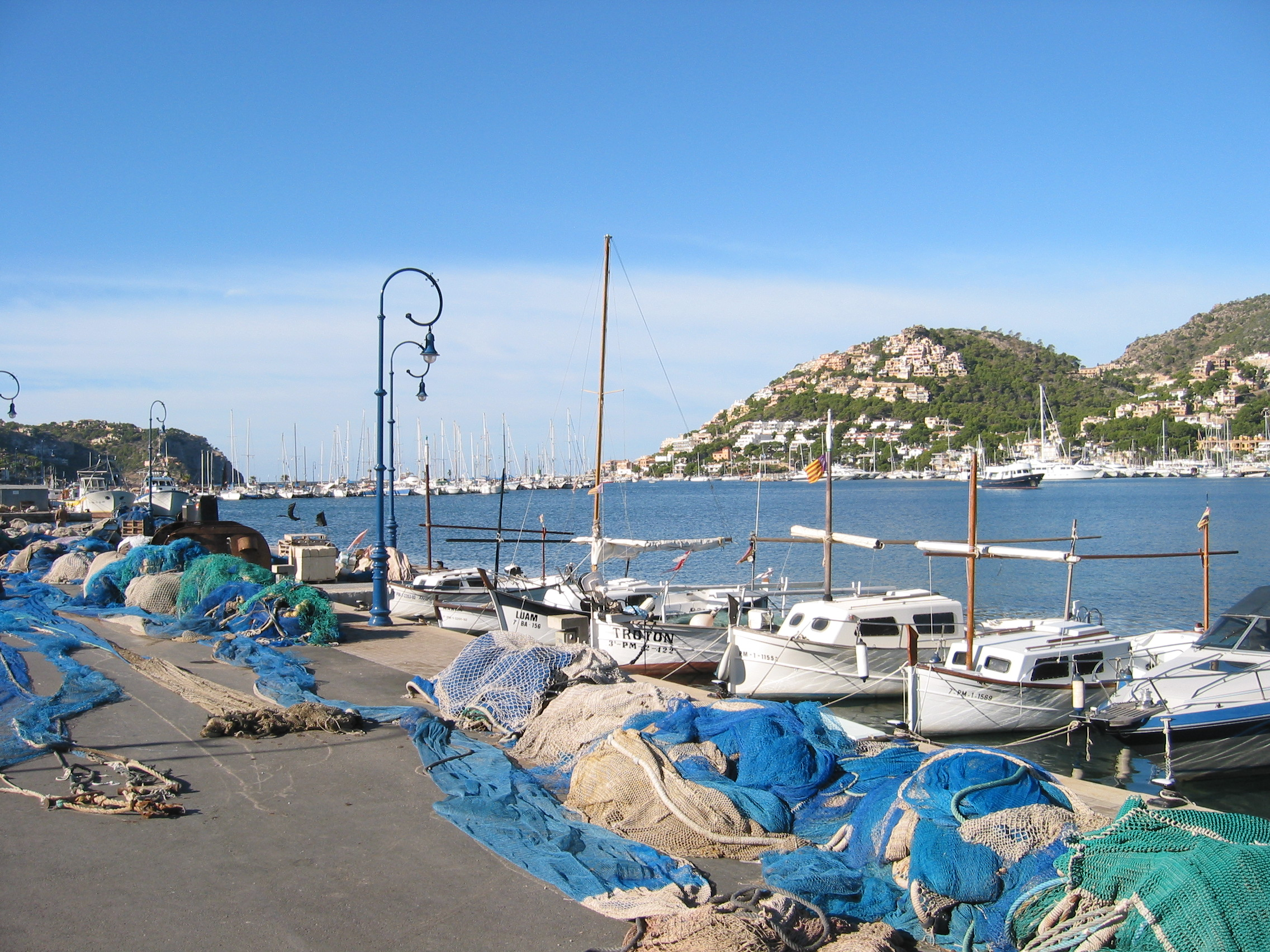
Hafen von Port d’Andratx
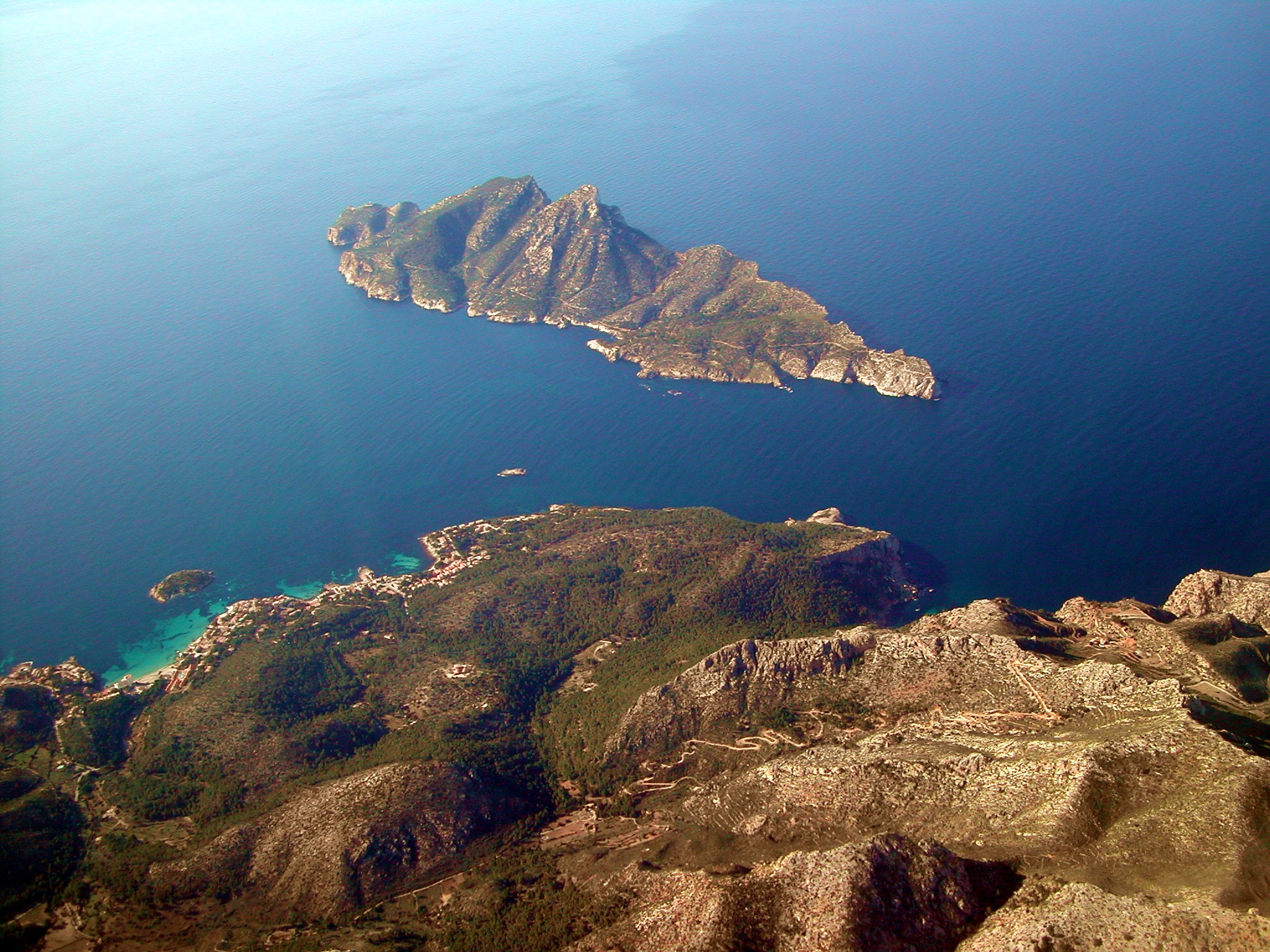
Sa Dragonera
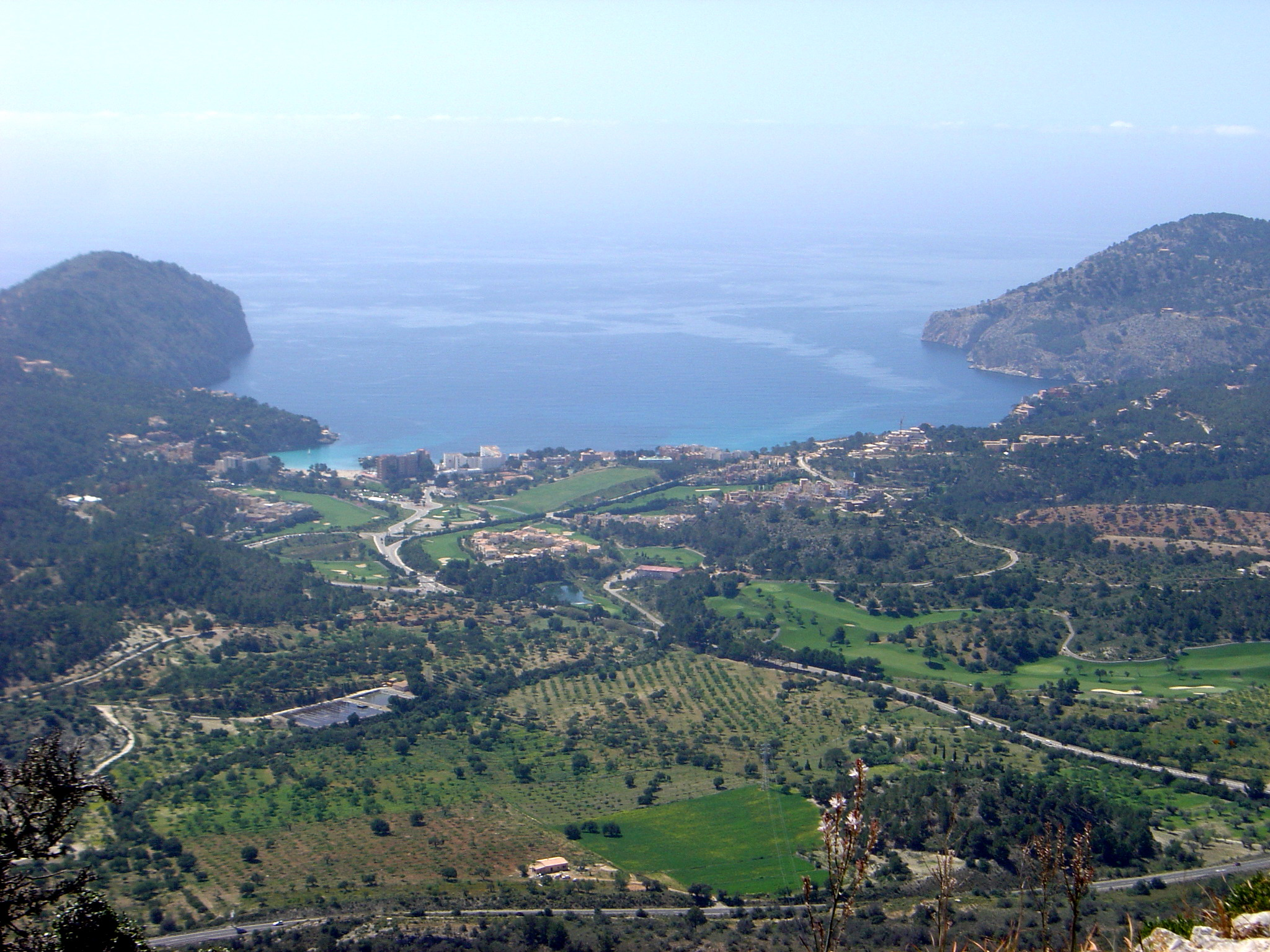
Camp de Mar
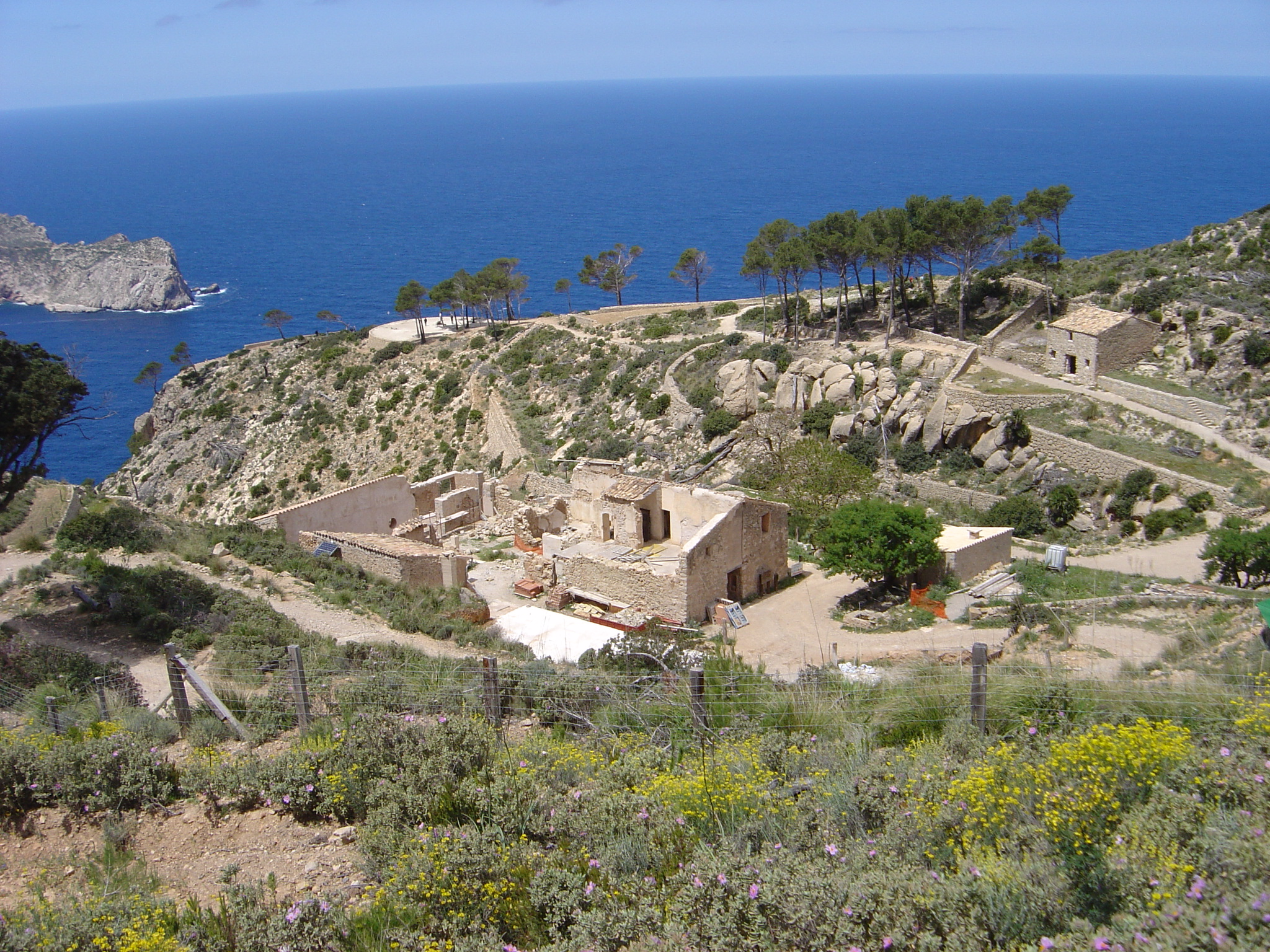
Kloster Sa Trapa (Ruine)
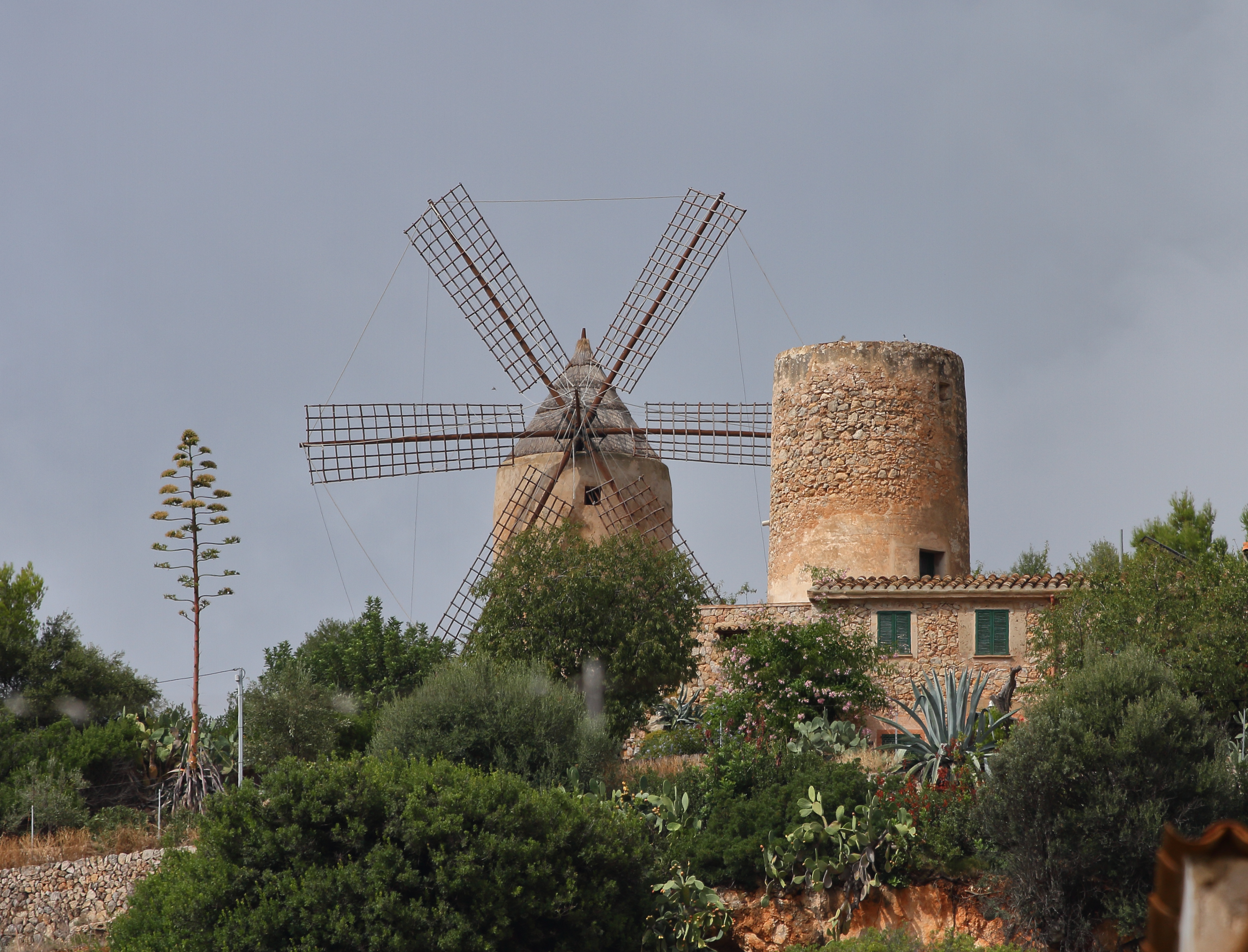
Windmühle „Sa Planeta“

### Feste
Gefeiert werden (Fiestas)
- Sant Cristofol in der ersten Juliwoche,
- Verge del carme (Port d’Andratx) am 15. und 16. Juli,
- Sant Agusti (S’Arraco) am 28. August,
- Nuestra Señora de la Trapa am 8. September in (S’Arraco).

### Markt
Märkte gibt es mittwochs am Pasatge de Son Mas und samstags in S’Arracó am Hauptplatz.